# Andreu Jacob
Andreu Jacob Martinez Foglietti-Nordland (Barcelona, 1971), més conegut com a Andreu Jacob, és un músic i compositor català instal·lat a Noruega. Andreu Jacob és un rellevant compositor i orquestrador català que destaca en el camp de la investigació musical. Molt polifacètic ha desenvolupat el seu treball en música clàssica, jazz, flamenc i altres camps musicals així com en nombrosos mitjans com televisió i enregistraments d'estudi. És també productor i compositor de bandes sonores a nivell internacional per a cinema.
L'any 1995, a l'edat de 24 anys, rep el seu primer patrocinador internacional amb l'empresa Paiste, acord que finalitzarà l'any 2007 després d'acceptar la proposta de treballar amb el seu nou patrocinador Zildjian.
Va compondre la simfonia Expanding the Space al 57è Congrés Internacional Astronàutic "Expandir l'Espai" 2006, organitzat per Octubre Centre de Cultura Contemporània.
A Noruega ha compost part de les seves bandes sonores per a curts i llargmetratges per a produccions de cinema suec, noruec, rus, canadenc, americà i espanyol, convertint-se en un compositor de referència als països escandinaus.
Ha escrit música i ha treballat amb artistes gràfics i fotògrafs conceptuals, dins un projecte anomenat "KUNST art symbiosis".